# Sunray (Texas)
Sunray é uma cidade localizada no estado norte-americano do Texas, no Condado de Moore.

## Demografia
Segundo o censo norte-americano de 2000, a sua população era de 1950 habitantes.
Em 2006, foi estimada uma população de 1968, um aumento de 18 (0.9%).

## Geografia
De acordo com o United States Census Bureau tem uma área de
4,4 km², dos quais 4,4 km² cobertos por terra e 0,0 km² cobertos por água. Sunray localiza-se a aproximadamente 1069 m acima do nível do mar.

## Localidades na vizinhança
O diagrama seguinte representa as localidades num raio de 40 km ao redor de Sunray.